# Piz Languard
De Piz Languard is een berg in de Livigno Alpen, gelegen boven en met uitzicht op Pontresina in het kanton Graubünden. Met een hoogte van 3.262 meter boven de zeespiegel is het een van de hoogste toppen van de Livigno Alpen en de hoogste top van het gedeelte dat ten westen van de Forcola di Livigno ligt (2.315 m). De top is toegankelijk via een pad vanaf Pontresina en is een populair doel voor wandelaars. Een gedeelte van het traject naar de top kan met stoeltjeslift vanaf Pontresina worden afgelegd.
Een particuliere berghut genaamd Chamanna Georgy ligt op 3.175 meter.